# Black Star Riders
Black Star Riders ist eine 2012 gegründete Rockband aus den Vereinigten Staaten.

## Geschichte
Im Jahr 2012 entschlossen sich Scott Gorham, Damon Johnson, Marco Mendoza und Sänger Ricky Warwick dazu, zu diesem Zeitpunkt alles Mitglieder der Band Thin Lizzy, neue Songs aufzunehmen. Da aber die beiden anderen Mitglieder von Thin Lizzy, Darren Wharton und Brian Downey nicht mitmachen wollten und aus Respekt gegenüber dem verstorbenen Phil Lynott, entschieden die sechs im Dezember 2012 die Band Black Star Riders zu gründen.
Obwohl nun unter Black Star Riders spielend sollte dies nicht gleichzeitig das Ende von Thin Lizzy bedeuten. Thin Lizzy soll auch weiterhin erhalten bleiben, ob nun mit einzelnen Shows oder in Form von Thin-Lizzy-Klassikern, die auf einzelnen Shows gespielt werden.
Die Black Star Riders wurden von Nuclear Blast Records unter Vertrag genommen und spielten bis zum Ausstieg von Mendoza im Jahr 2014 mit der Besetzung, Gorham und Johnson an der Leadgitarre, Mendoza am Bass, Warwick als Sänger und Gitarrist sowie mit Jimmy DeGrasso am Schlagzeug. Der Bassist Marco Mendoza wurde durch Robbie Crane (vormals Mitglied bei Ratt, Vince Neil und Lynch Mob) ersetzt.
Ihr Debütalbum All Hell Breaks Loose erschien 2013 bei Nuclear Blast Records und enthält 12 Lieder inklusive eines Bonus-Songs für eine CD-Sonderedition. Produziert wurde das Album von Kevin Shirley in Los Angeles, die erste Single-Auskopplung war Bound for Glory.
Ihr erstes Konzert spielten die Black Star Riders am 30. Mai 2013 in Milton Keynes. Es folgten Auftritte auf dem Hi Rock Festival, dem Sweden Rock Festival, dem Download Festival sowie einer Europa-Tour mit 39 Shows. Gegen Ende 2013 gab die Band bekannt, dass sie an ihrem zweiten Album arbeitet. Die Veröffentlichung ist für 2015 vorgesehen. Das Album wird aber nicht wie ursprünglich bekannt gegeben von Def-Leppard-Frontmann Joe Elliott produziert, sondern von Nick Raskulinecz.

Bandmitglieder beim Wacken Open Air 2014
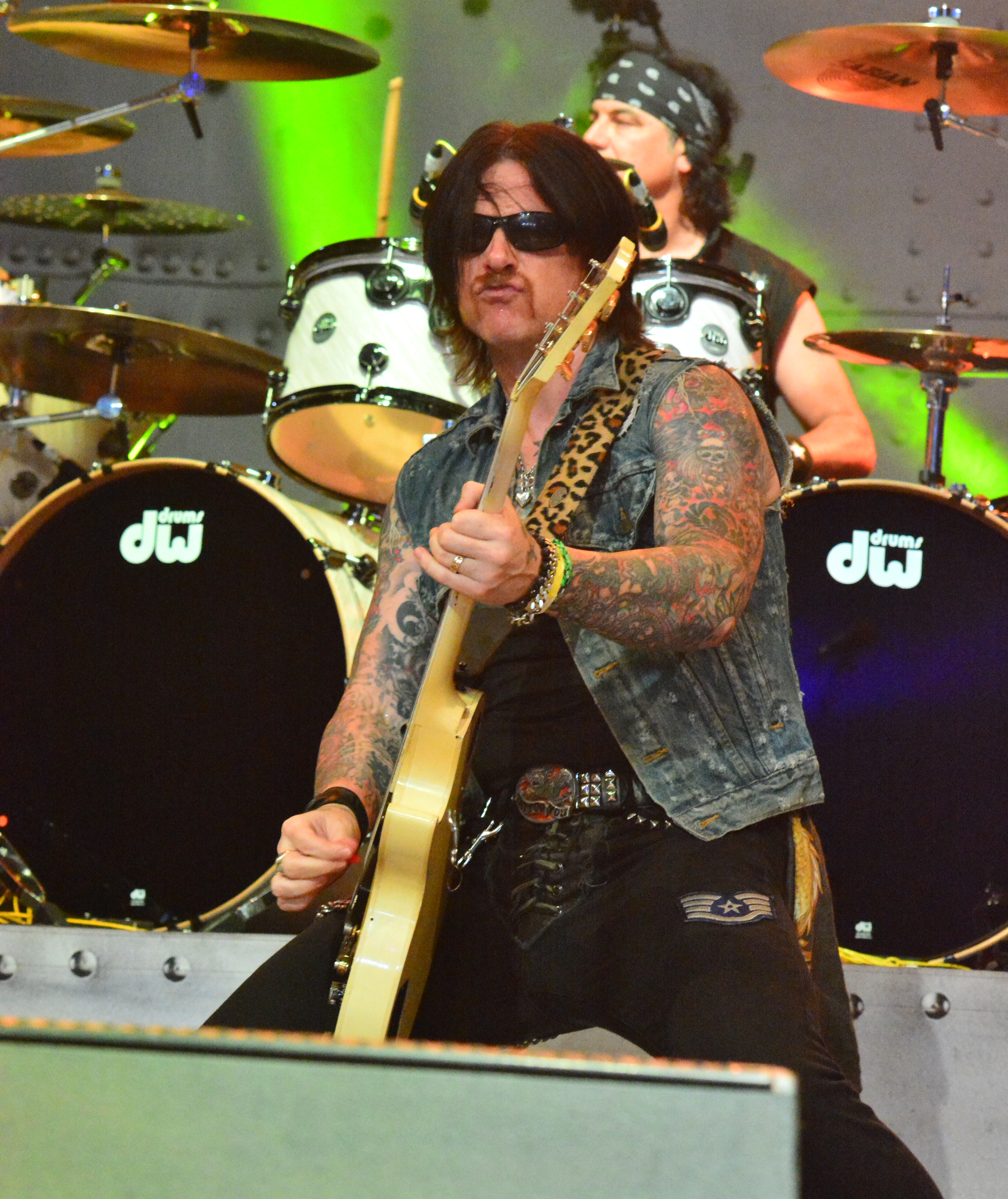
Ricky Warwick
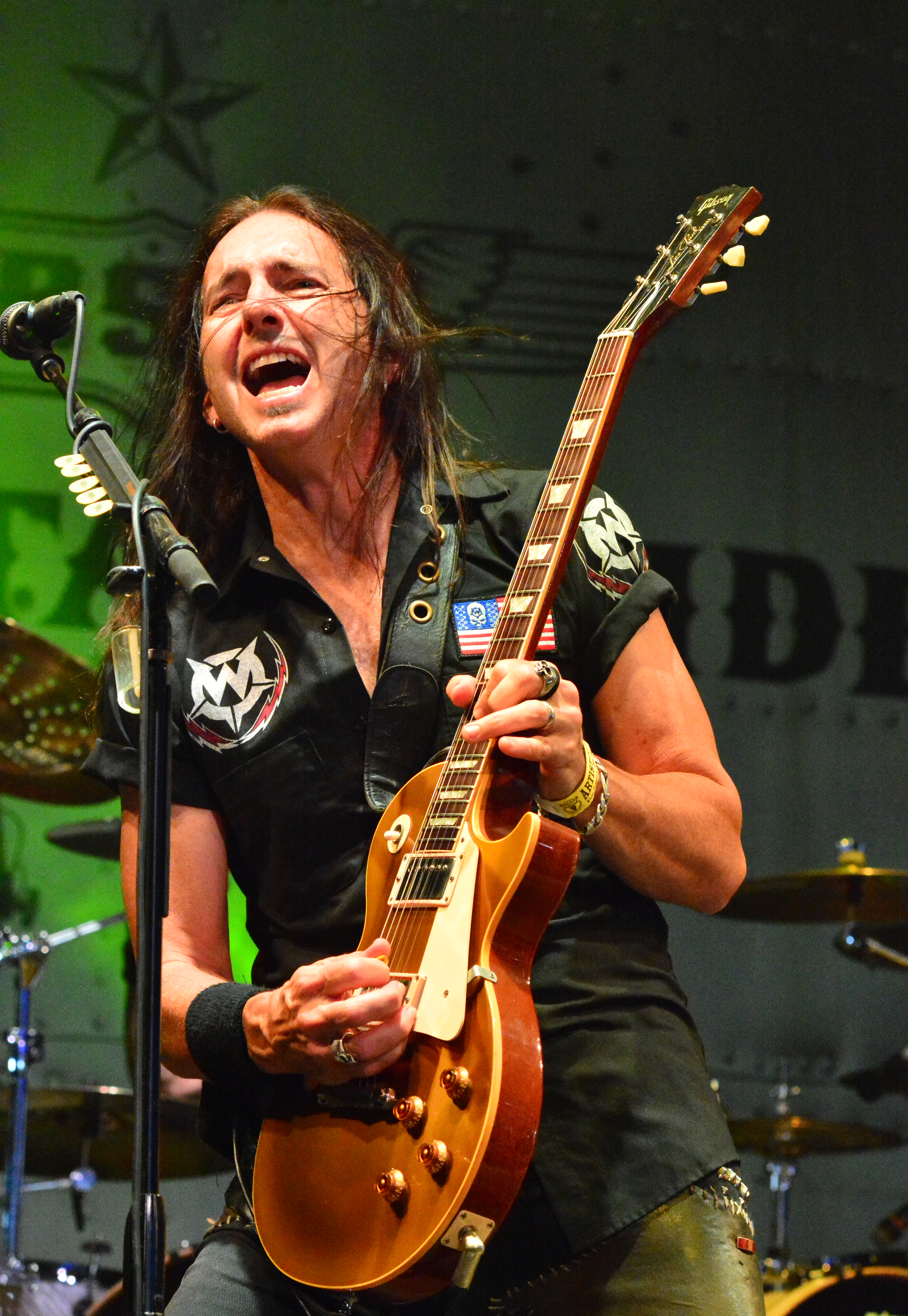
Damon Johnson
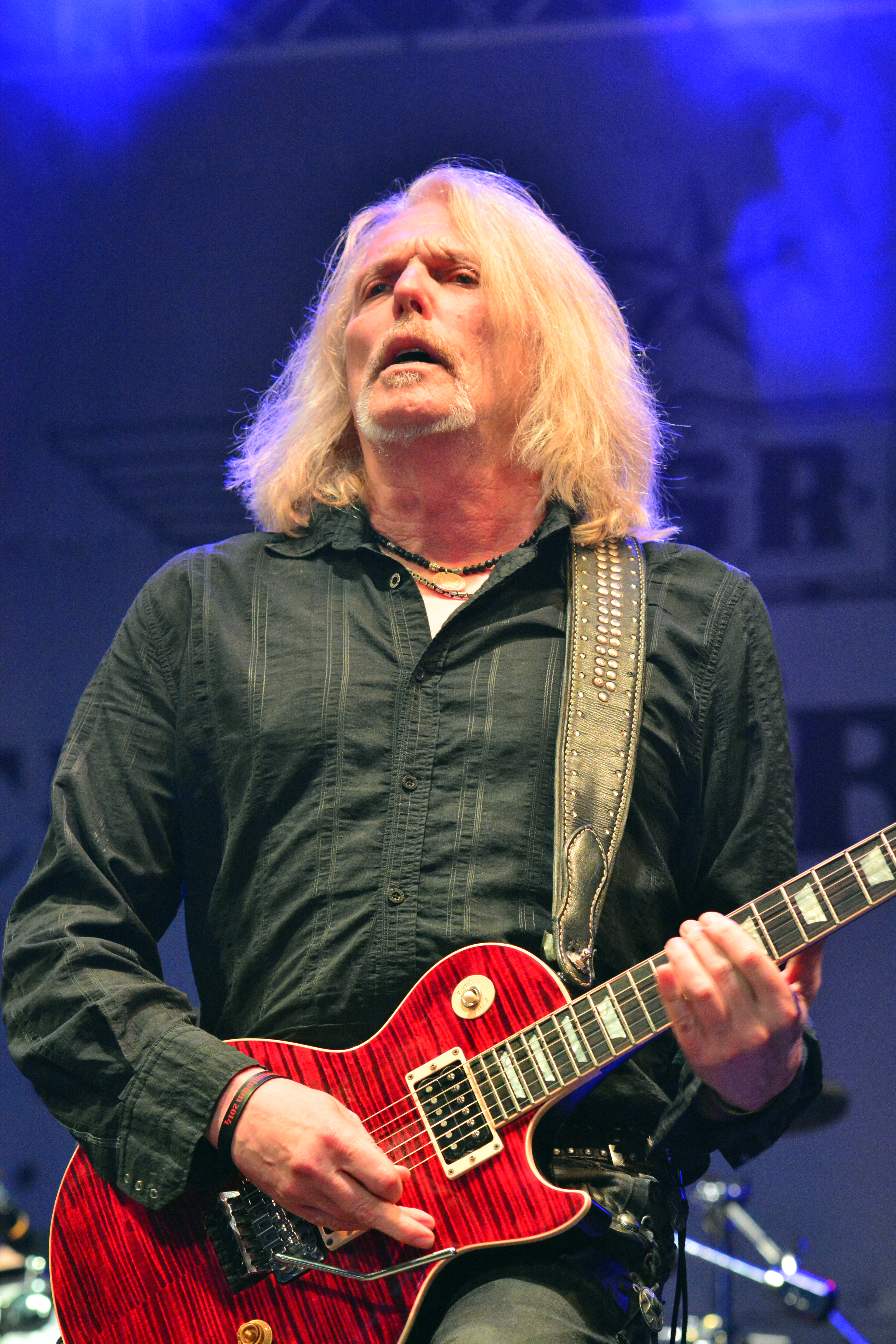
Scott Gorham
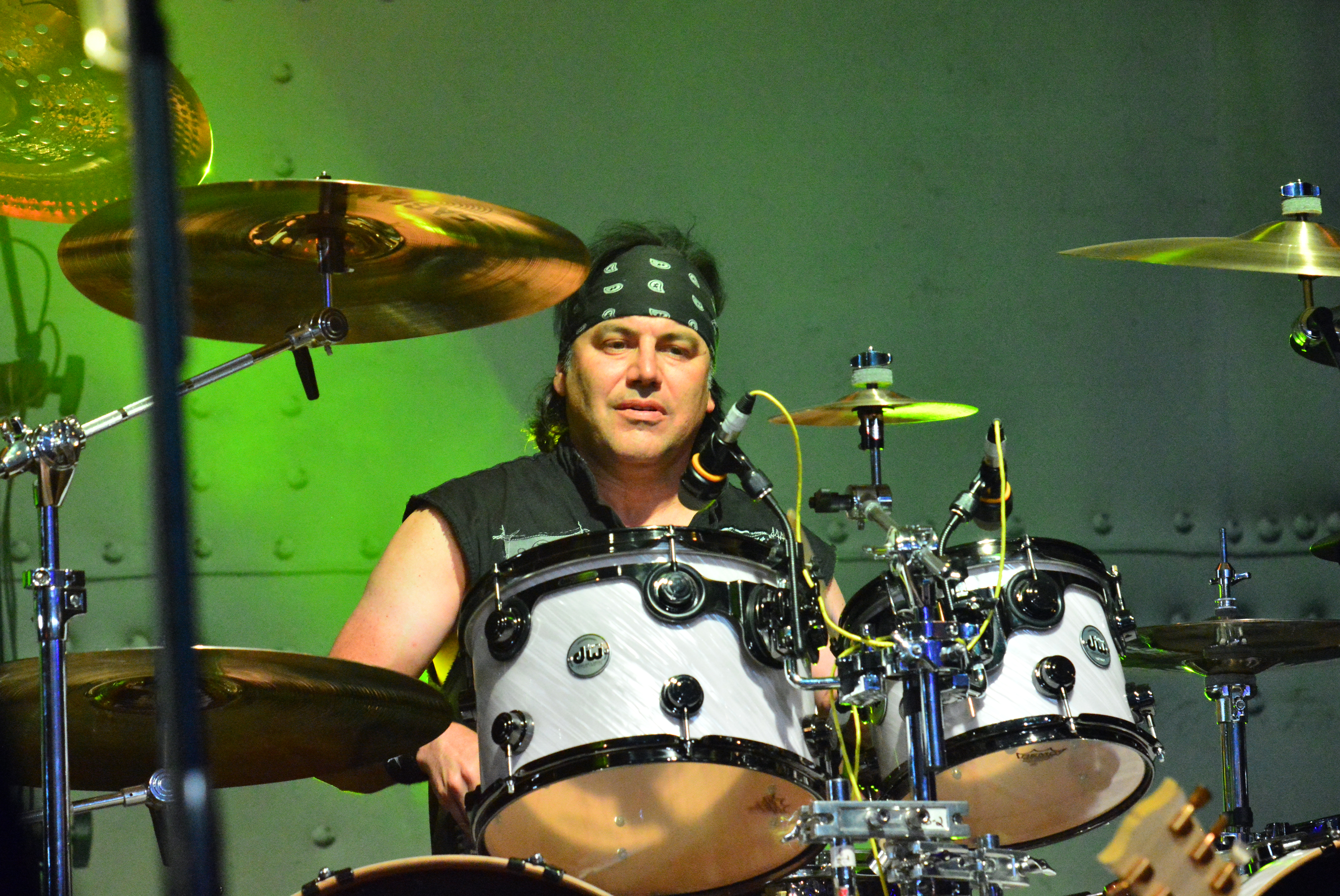
Jimmy DeGrasso

## Diskografie

### Alben
| Jahr | Titel Musiklabel                     | Höchstplatzierung, Gesamtwochen, AuszeichnungChartplatzierungen (Jahr, Titel, Musiklabel, Platzierungen, Wochen, Auszeichnungen, Anmerkungen) | Höchstplatzierung, Gesamtwochen, AuszeichnungChartplatzierungen (Jahr, Titel, Musiklabel, Platzierungen, Wochen, Auszeichnungen, Anmerkungen) | Höchstplatzierung, Gesamtwochen, AuszeichnungChartplatzierungen (Jahr, Titel, Musiklabel, Platzierungen, Wochen, Auszeichnungen, Anmerkungen) | Höchstplatzierung, Gesamtwochen, AuszeichnungChartplatzierungen (Jahr, Titel, Musiklabel, Platzierungen, Wochen, Auszeichnungen, Anmerkungen) | Anmerkungen                             |
| Jahr | Titel Musiklabel                     | DE | AT | CH | UK | Anmerkungen                             |
| ---- | ------------------------------------ | --- | --- | --- | --- | --------------------------------------- |
| 2013 | All Hell Breaks Loose Nuclear Blast  | DE29 (2 Wo.)DE | — | CH63 (1 Wo.)CH | UK25 (2 Wo.)UK | Erstveröffentlichung: 21. Mai 2013      |
| 2015 | The Killer Instinct Nuclear Blast    | DE23 (2 Wo.)DE | — | CH39 (1 Wo.)CH | UK13 (4 Wo.)UK | Erstveröffentlichung: 20. Februar 2015  |
| 2017 | Heavy Fire Nuclear Blast             | DE11 (2 Wo.)DE | AT63 (1 Wo.)AT | CH21 (1 Wo.)CH | UK6 (2 Wo.)UK | Erstveröffentlichung: 3. Februar 2017   |
| 2019 | Another State of Grace Nuclear Blast | DE23 (1 Wo.)DE | — | CH32 (1 Wo.)CH | UK14 (1 Wo.)UK | Erstveröffentlichung: 6. September 2019 |
| 2023 | Wrong Side of Paradise Nuclear Blast | DE23 (1 Wo.)DE | — | CH24 (2 Wo.)CH | UK6 (1 Wo.)UK | Erstveröffentlichung: 20. Januar 2023   |

### Singles
- 2013: Bound for Glory (Nuclear Blast)
- 2013: Hey Judas (Nuclear Blast)
- 2013: Kingdom of the Lost (Nuclear Blast)